# Andruschky (Schytomyr)
Andruschky (ukrainisch Андрушки; russisch Андрушки Andruschki, polnisch Andruszki) ist ein Dorf in der ukrainischen Oblast Schytomyr mit etwa 1500 Einwohnern.

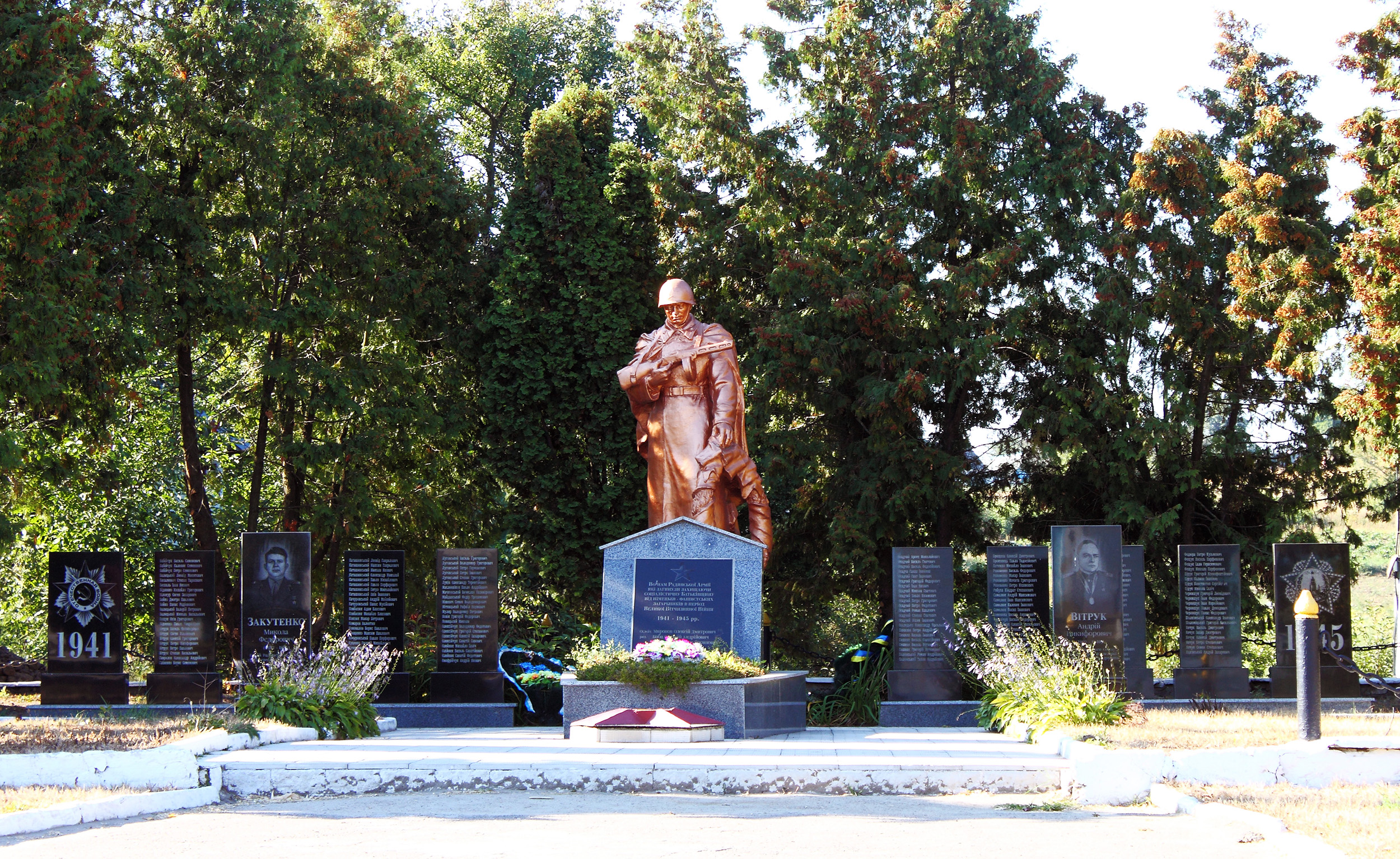
Denkmal für die Helden des 2. Weltkrieges im Ort

Das erstmals 1683 schriftlich erwähnte Dorf liegt am Fluss Pawolotschka (Паволочка), 63 km südöstlich vom Rajon- und Oblastzentrum Schytomyr entfernt.
Es lag ab 1795 im russischen Gouvernement Wolhynien, war ab 1923 ein Teil der Ukrainischen SSR, seit 1991 dann Teil der heutigen Ukraine.

## Verwaltungsgliederung
Am 10. August 2016 wurde das Dorf zum Zentrum der neugegründeten Landgemeinde Andruschky (ukrainisch Андрушківська сільська громада/Andruschkiwska silska silska hromada), zu dieser zählten auch noch die 3 in der untenstehenden Tabelle aufgelistetenen Dörfer sowie die Ansiedlung Nowopawolozke, bis dahin bildete es die gleichnamige Landratsgemeinde Andruschky (Андрушківська сільська рада/Andruschkiwska silska rada) im Süden des Rajons Popilnja.
Am 12. Juni 2020 kam noch das Dorf Krasnohirka zum Gemeindegebiet.
Am 17. Juli 2020 kam es im Zuge einer großen Rajonsreform zum Anschluss des Rajonsgebietes an den Rajon Schytomyr.
Folgende Orte sind neben dem Hauptort Andruschky Teil der Gemeinde:
| Name                     | Name           | Name                             |
| ukrainisch transkribiert | ukrainisch     | russisch                         |
| ------------------------ | -------------- | -------------------------------- |
| Charlijiwka              | Харліївка      | Харлиевка (Charlijewka)          |
| Krasnohirka              | Красногірка    | Красногорка (Krasnogorka)        |
| Makariwka                | Макарівка      | Макаровка (Makarowka)            |
| Nowopawolozke            | Новопаволоцьке | Новопаволоцкое (Nowopawolozkoje) |
| Wassyliwka               | Василівка      | Василевка (Wassilewka)           |